# 抵当証券
抵当証券（ていとうしょうけん）とは、抵当証券法に基づいて不動産に対する抵当権およびその被担保債権を小口の証券とし、一般投資家が購入できるようにした有価証券を言う。

## 概要
制度としては、金融恐慌後の土地担保融資の債権流動化を目的として1931年（昭和6年）に抵当証券法の施行に伴い、抵当権を付けた債券の販売が開始された。抵当証券の原券は原則として、財団法人抵当証券保管機構が保管することが定められており、投資家は代金と引き換えに抵当証券の発行元からその代替となる取引証（元利を保証するためのモーゲージ証書）と、保管機構からの保管証を受け取る事になる。発行会社は半年後に投資者へ利金を支払い、満期時に元本を返還することになる。
現在の購入単位は50万円ないしは100万円、運用期間は半年 - 5年程度。元利金は原則として、抵当証券の発行会社が保証する（広義の債券。金融商品取引法では「抵当証券法に規定する抵当証券」は第一項有価証券と定義される）。そのため抵当権の価値に元本が左右される事は無いが、発行会社が倒産した時は元本が戻ってこない危険性（リスク）も有する。そのため、購入の際には発行元の経営状況を確認する必要がある。金利は利息制限法の範囲内で自由に設定でき、金融類似商品として源泉分離課税の対象となっている。
なお、以前は雑所得として節税できる高利回りの金融商品として人気があったことから、1980年代半ば頃から一部の業者が本来の抵当価額を遥かに超える取引証を発行したり融資や抵当権をでっち上げて取引証をカラ売りするなどして、多くの被害者を生む金融犯罪事件がしばしば起きた。このため1987年に抵当証券業の規制等に関する法律（抵当証券業法）が制定されている。しかしながら抵当証券業法施行後も大和都市管財事件（被害額約1100億円、2001年発覚）のように、抵当証券の販売による金融犯罪事件が発生している。
抵当証券業法は、2007年（平成19年）9月30日に金融商品取引法に統合される形で廃止された。金融商品取引法第2条（定義）で抵当証券は有価証券と規定され、金融商品取引業者が取り扱えるようになったことで、抵当証券会社の廃業が相次ぎ、2012年（平成24年）8月には抵当証券保管機構も解散した。

## 発行
発行の節においては、抵当証券法を「法」、抵当証券法施行令を「令」、抵当証券法施行細則を「細則」と呼ぶ。

### 発行できない場合
以下の場合には、抵当証券を発行することはできない。
- 抵当権が永小作権を目的とするとき（法1条1項）
- 抵当権が根抵当権であるとき（法2条1号）
- 抵当権が仮登記であるとき（法2条2号）
- 債権の差押・仮差押の登記又は民事保全法53条1項に基づく抵当権の処分禁止の登記もしくは抵当権を他の債権の担保とした旨の登記（後述）があるとき（法2条3号）。
- 債権又は抵当権に付した解除条件の登記があるとき（法2条4号）
- 抵当証券発行の特約の登記がないとき（法2条5号）
- 抵当権が転抵当権のとき（平成元年8月8日法務省民事三課2913号回答）。
- 抵当権が、買戻特約の登記がされた権利を目的とするとき（平成元年11月15日法務省民事三課4777号依命回答）
- 抵当権が工場財団、登記された立木又は船舶を目的とするとき（登記研究143-50頁、法1条1項）
- 抵当権設定登記がされた不動産につき、登記された買戻の期間が満了しているが、買戻特約の登記が抹消されていない場合（登記研究569-95頁）

抵当権を他の債権の目的とした場合とは、転抵当、抵当権の譲渡・放棄、抵当権の順位の譲渡・放棄である（民法376条1項）。なお、工場抵当法3条の抵当権については抵当証券を発行できる（昭和6年10月8日司法省民事1029号回答）。

### 交付申請
抵当権者は抵当権の登記を管轄する登記所に抵当証券の交付を申請することができる（法1条1項）。抵当権の目的物が数個の登記所の管轄に属するときは、そのうち1か所に申請すれば足りる（法1条2項）。
申請の際には、申請書・抵当権者の登記識別情報を記載した書面又は登記済証・手形その他の債権証書・抵当証券発行の特約がない場合には抵当権設定者又は第三取得者及び債務者の同意書・代理人が申請するときは代理権限証書を提出しなければならない。（法3条1項各号、不動産登記法の施行に伴う関係法律の整備等に関する法律14条2項）。また、抵当権が債権全部の弁済を担保するに足りることを証する書面を添付しなければならない（細則21条ノ2）。
なお、債権証書が存在しないときは申請書にその旨を記載しなければならない（法2条）。また、登記識別情報又は登記済証を提出できない場合、不動産登記法23条（2項すなわち前住所通知制度を除く）の事前通知制度が適用され（法41条、細則29条2項）、申請書に提出できない理由を記載しなければならない（細則21条、不動産登記法及び不動産登記法の施行に伴う関係法律の整備等に関する法律の施行に伴う法務省関係省令の整備等に関する省令2条2項）。
抵当権の目的物が数個の登記所の管轄に属するときは、申請書にその旨を記載し、他の管轄に属する当該目的物の登記事項証明書と、その登記所の数に応じた申請書の副本及び附属書面の写しを提出しなければならない（法3条3項）。
申請書には法4条及び細則18条1項に規定される事項を記載し、手数料（令1条各号）を、登記印紙を申請書にはり付ける方法で（細則18条2項）納付しなければならない（法3条4項・5項）。

### 交付の手続き
登記官は、抵当証券交付申請書の提出があった場合において、法5条各号に規定される却下事由が存在しないときはこれを受理し、一定の期間内に異議を申立てるべき催告を抵当権設定者・第三取得者・債務者などに遅滞なくしなければならない（法6条1項・3項・4項、細則35条）。
抵当権の目的物が数個の登記所の管轄に属するときは、登記官は申請書の副本及び附属書面の写しを各登記所に送付し、その管轄に属する目的物につき抵当証券を作成する旨を嘱託しなければならない（法5条2項）。上記の催告は、嘱託を受けた登記官が行う（法6条1項かっこ書）。
催告で指定した期間内に異議の申立がないか、異議の申立があっても取り下げ又は異議に理由がないとする裁判が確定した場合、登記官は抵当証券を発行しなければならない（法11条）。
抵当証券には証券の番号・法4条1号及び3号ないし9号に規定される事項・登記所の表示・証券作成の年月日を記載し、登記所の印を押印しなければならない（法12条1項、細則44条1項・同附録1号様式）。

### 再交付
抵当証券を汚損したとき又は喪失した場合で非訟事件手続法106条1項の除権決定があったときは、抵当証券の所持人は登記所に対して再交付の申請をすることができる（法21条）。再交付の場合には交付の際の法3条ないし13条の規定が原則として準用される（法22条）。
再交付の申請書には汚損した抵当証券又は除権決定の正本及び除権決定後に作成された手形その他の債権証書をも提出しなければならず、申請書には法4条1号・2号・10号・11号に規定される事項のほか、旧抵当証券に記載された事項などを記載しなければならない（令3条）。
再交付の場合の催告は旧抵当証券の裏書人に対してもしなければならない（令4条）。また、再交付する抵当証券には法12条1項3号・4号に規定される事項のほか、旧抵当証券に記載された事項など並びに再交付する旨及びその理由も記載しなければならない（令6条）。

### 謄抄本等
誰でも登記官に対し手数料（令8条1項により1通につき600円）を納付して、抵当証券の控えの謄本又は抄本の交付を請求することができる（法41条、不動産登記法119条1項）。
誰でも登記官に対し手数料（令8条2項により1件につき450円）を納付して、抵当証券の控え又は附属書類の閲覧を請求することができる（法41条、不動産登記法121条2項）。
これらの手数料は、原則として収入印紙で納付しなければならない（法41条、不動産登記法119条4項・121条3項）。

## 不動産登記
不動産登記の節においては、不動産登記法を「法」、不動産登記令を「令」、不動産登記規則を「規則」と呼ぶ。

### 概要
抵当証券発行の特約の登記がある場合、元本又は利息の弁済期・支払場所の定めがあれば登記することができる（法88条1項5号・6号）。
登記官は、抵当証券を交付又は作成したときは、職権で抵当証券交付又は作成の登記をしなければならない（法94条1項ないし3項、規則171条・172条）。これらの登記は付記登記で実行される（規則3条8号）。
以下、抵当証券が発行されている場合の抵当権に関する登記を中心に述べる。

### 移転登記
抵当権の譲渡による移転は抵当証券への裏書によってする（抵当証券法15条・14条）。しかし、移転登記を禁止する条文は存在しないので、抵当権移転登記を申請することもできる。この場合、登記申請情報には登記原因証明情報として抵当証券を添付しなければならない（抵当証券法14条1項参照）。一方、抵当権者に相続が発生した場合、「譲渡」ではないので抵当権移転登記を申請することになる。
また、抵当権の被担保債権の弁済期到来後の日付で裏書した抵当証券を添付して、当該日付の債権譲渡を原因とする抵当権移転登記の申請をすることはできない（平成11年4月28日民三911号通知）。
なお、抵当権の被担保債権の弁済期の到来後に抵当権が移転した場合、抵当証券を交付した旨の付記登記を抹消して、通常の抵当権移転登記の手続きをすることができる（登記研究595-119頁）。

### 変更・更正登記

#### 概要
登記申請情報には抵当証券を添付しなければならない（令別表25項添付情報ニ）。登記官が抵当権の変更・更正登記を完了したときは、抵当証券の記載を変更して所持人に還付しなければならない（抵当証券法19条）。例えば、登記の申請人と抵当証券の所持者が別人である場合、抵当証券は所持人に還付するべきである（昭和6年7月17日民事764号回答）。
なお、抵当権の被担保債権の弁済期の到来後でも、弁済期の変更の登記を申請することができる（昭和7年2月19日民事電報回答、登記研究571-151頁）。その他の登記の申請及び手続きは、原則として抵当証券を発行していない場合の抵当権変更登記及び更正登記と同様である。

#### 債務者の表示変更・更正
債務者の氏名・名称・住所に変更・更正があった場合、原則である共同申請（法60条）によらずに、債務者が単独で申請をすることができる（法64条2項）。不特定多数の抵当証券所持人が全員登記権利者として申請することは、現実には不可能に近く、登記事項の1つである債務者の変更に関しては単独申請を可能としている。登記原因証明情報は原則として公務員が職務上作成した情報であり、抵当証券の添付は不要である（令別表24項添付情報参照）。
この場合、抵当証券が添付されないので登記官が記載の変更をすることはできず（抵当証券法19条参照）、別途記載の変更の申請（抵当証券法17条後段）を抵当証券を作成した登記所に対してすることになる（抵当証券法施行細則53条）。
弁済場所である住所に所持人が提示することになるため所持人に知らせるという意味で変更登記がされることになる。

#### その他の論点
抵当権の順位が下がる順位変更の登記を申請する場合、抵当証券法施行細則21条ノ2に規定される、抵当権が債権全部の弁済を担保するに足りることを証する書面を添付しなければならない（平成元年10月16日民三4200号通達）。
順位の譲渡（民法376条1項）を受ける登記を申請する場合、抵当証券法施行細則21条ノ2の書面の添付は不要である。また、この変更登記をした場合、抵当証券の記載の変更をしなければならない（平成7年11月7日民三4167号通知）。
なお、登記上の利害関係人（利害関係を有する抵当証券の所持人又は裏書人を含む）が存在する場合、変更・更正登記を付記登記でするにはその承諾が必要であり（法66条）、承諾証明情報が添付情報となる（令別表25項添付情報ロ）。この承諾証明情報が書面（承諾書）である場合には、原則として作成者が記名押印し（令19条1項・7条1項6号）、当該押印に係る印鑑証明書を承諾書の一部として添付しなければならない（令19条2項、昭和31年11月2日民甲2530号通達参照）。この印鑑証明書は当該承諾書の一部であるので、添付情報欄に「印鑑証明書」と格別に記載する必要はなく、作成後3か月以内のものでなければならないという制限はない。

### 抹消登記

#### 抵当権抹消登記
抵当権の共同担保物件の全部を、解除を原因として抹消する登記の申請は受理されない（平成10年7月27日民三1391号通知）。一方、特別清算手続や破産手続において、抵当権の目的たる物件が任意売却された場合、解除又は放棄を原因として抵当権抹消登記を申請することができる（登記研究617-153頁）。
登記申請情報には抵当証券を添付しなければならない（令別表26項添付情報チ）。更に、抵当権の共同担保物件の一部の抹消登記の申請情報には、抵当証券法施行細則21条ノ2に規定される、抵当権が債権全部の弁済を担保するに足りることを証する書面を添付しなければならない（平成元年10月16日民三4200号通達）。ただし、破産管財人が任意売却の前提としてする場合には添付は不要である（平成8年4月23日民三814号通知）。
なお、抹消登記が完了しても抵当証券は還付されない（抵当証券法施行細則56条・同附録13号様式）。その他の登記の申請及び手続きは抵当証券を発行していない場合の抵当権抹消登記と同様である。
また、抹消登記を申請する場合には登記上の利害関係人（利害関係を有する抵当証券の所持人又は裏書人を含む）が存在するときはその承諾が必要であり（法68条）、承諾証明情報が添付情報となる（令別表26項添付情報ヘ）。この承諾証明情報が書面（承諾書）である場合には、原則として作成者が記名押印し（令19条1項・7条1項6号）、当該押印に係る印鑑証明書を承諾書の一部として添付しなければならない（令19条2項、昭和31年11月2日民甲2530号通達参照）。この印鑑証明書は当該承諾書の一部であるので、添付情報欄に「印鑑証明書」と格別に記載する必要はなく、作成後3か月以内のものでなければならないという制限はない。

#### その他
抵当証券を交付した旨の付記登記の抹消登記を申請する場合、抵当証券又は除権決定があったことを証する情報を添付しなければならない（令別表26項添付情報リ）。この除権決定は法70条2項の場合のもの（非訟事件手続法148条1項）ではなく、非訟事件手続法160条1項の規定による除権決定である。
この抹消登記が完了しても、#抵当権抹消登記の場合と同様に抵当証券は還付されない（抵当証券法施行細則57条）。